# سلمى بنت القراطيسي
سلمى بنت القراطيسي امراة بغدادية عاشت في أوائل العصر العباسي الثاني زمن الخليفة أبو عبد الله محمد المقتفي لدين الله (1136 - 1160م/
```
530 - 555 هـ).
[
1
]
```

قيل إن أباها كان وراقاً يعمل في بيع الكتب المخطوطة والقراطيس المعدة للكتابة وكان هذا سببا مهما مكنها من الاتصال بعدد كبير من الأدباء والشعراء فاكتسبت منهم ما أغنت به ملكاتها الإبداعية وطورتها. اشتهرت بجمالها  ورقتها مع العفة[ وغنى النفس .تعتبر في رأي أغلب المؤرخين والنقاد الأدبيين رائدة الشعر النرجسي بين الشاعرات العربيات في العصر الوسيط .
وقيل انها وقفت يوماً أمام مرآتها فأعجبها حسنها وجمالها وقوامها الرشيق فقالت :
عيون مها الصريم فداء عيني
وأجياد الظباء فداء جيدي
إنني أزيّن بالعقود وإن نحري
لأزين للعقود من العقود
ولا أشكو من الأوصاب ثقلاً
وتشكو قامتي ثقل النهود
ولو جاورت في بلد ثموداً
لما نزل العذاب على ثمود!
وقيل إن الخليفة العباسي المقتفي لدين الله عندما سمع هذه الأبيات أعجب بها كثيرا فأرسل نفراً من عيونه إلى الحي الذي تسكن فيه سلمى في بغداد للاستفسار عن وضعها وعيشتها وقال لهم:
- اسألوا هل تصدق في أوصافها
ولما رجعوا اليه بعد انجاز مهمتهم كان ردهم:
- ما يكون أجمل منها .
فسألهم ثانية:
- وماذا عن عفافها؟
فاجابوه: هي أعف الناس.
فأرسل لها مالاً وفيراً وقال لرسله:
- إنها تستطيع أن تصون جمالها ورونق بهجتها وعفتها ولعلها تستعين بهذا المال على صيانة جمالها .
وهذا ما كان من امرها.
من أشعارها: